# Мирий
Мирий (узб. Miri, 1778—1829) — узбекский  поэт, писатель и историк.

## Биография

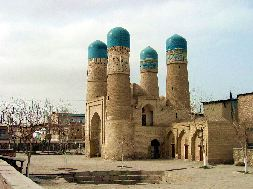
Бухара, медресе Чор-Минор (Четыре минарета)

Мирий — творческий псевдоним историка Мир Хусейна из узбекского рода мангыт.
Мир Хусейн родился в 1785 году. Он был одним из сыновей бухарского эмира Шахмурада.
Его духовными наставниками были шейх Ниязкули, Надр Баки, шейх Миан Фазл Ахмад.
В 1796 году участвовал с отцом в Хорасанском походе.
В 1798—1799 году был назначен губернатором Самарканда, сохранял эту должность до 1817 или 1821 года.
В 1817 году бежал к родственникам своей жены в Шахрисябз, а потом нашёл пристанище в Коканде.

## Творчество
Мир Хусейн был автором исторического произведения Махазин ат-таква – Сокровищница богобоязненности. В произведении излагается история бухарских эмиров и история суфизма в Бухаре.
Писал стихи и был включен в антологию поэзии кокандского хана Умар-хана.

## Смерть
Скончался после 1825 года.